# 北京市通州区人民政府办公室
39°54′54″N 116°43′24″E / 39.91504°N 116.72344°E
北京市通州区人民政府办公室是北京市通州区人民政府的一个部门。

## 领导
2021年2月，本机构的领导为：
- 马骎：现任北京市通州区人民政府办公室副主任。工作分工：负责政工科、会议科工作
- 胡成平：现任北京市通州区人民政府办公室副主任。工作分工：负责行政科、财务科工作
- 张远月：现任北京市通州区人民政府办公室副主任。工作分工：负责文秘科、信息科、机要保密科
- 高福东：现任北京市通州区人民政府办公室副主任。工作分工：负责区政府督查室、外事科、联络室

## 机构设置
2021年2月，本机构下设：
- 行政科（接待办）
- 机要保密科
- 文秘科
- 会议科
- 信息科
- 区政府督查室
- 联络室
- 财务科
- 政工科